# Stazione di Santa Severa
Stazione di Santa Severa vasútállomás Olaszországban, Santa Marinella településen.

## Vasútvonalak
Az állomást az alábbi vasútvonalak érintik:
- Pisa–Róma-vasútvonal

## Kapcsolódó állomások
A vasútállomáshoz az alábbi állomások vannak a legközelebb:
- Stazione di Santa Marinella (Stazione di Civitavecchia, FL5)
- Furbara railway station
- Stazione di Marina di Cerveteri (Stazione di Roma Termini, FL5)